# Fanny Mendelssohn
Fanny Cäcilie Mendelssohn, mais tarde Fanny Hensel (14 de novembro de 1805 - 14 de maio de 1847), foi uma pianista e compositora da Alemanha, irmã de Felix Mendelssohn; ambos netos do filósofo Moses Mendelssohn. Ela é a primeira compositora importante do mundo.

## Vida

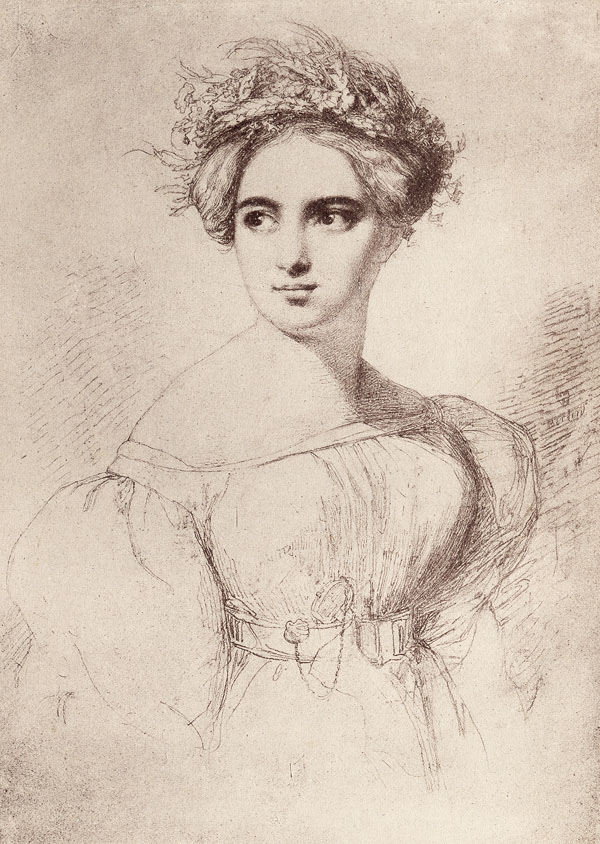
Fanny Mendelssohn, retrato por seu futuro esposo Wilhelm Hensel

Fanny Mendelssohn nasceu em Hamburg, como primeira de quatro crianças. Em 1811 a família fugiu das atrocidades do exército de Napoleão para Berlim. A família era de origem judia, mas tornou-se Protestante. Fanny e seus irmãos foram batizadas em 1816 em Berlim; neste dia Fanny recebeu o segundo nome Cäcilie.
Como mulher, Fanny não podia pensar em exercer uma profissão séria. Por isso recebeu aulas de música somente para ser amadora e não para ser profissional como seu irmão Felix. Mesmo assim Fanny aprendeu com grande velocidade. Tornou-se uma pianista extraordinária e começou a compor desde criança.
Presa aos preconceitos da época, a própria família teve vergonha do fato que Fanny queria ser compositora e não somente uma dona de casa em uma família tradicional da classe média alta.
Em 1829, depois de um namorado de vários anos, Fanny casou com o pintor artista Wilhelm Hensel e no ano seguinte deu à luz seu único filho, Sebastian Ludwig Felix Hensel.
O marido gostou das atividades musicais de sua esposa e ela teve oportunidades de organizar apresentações em casa. Em seguida 1838 ela tocou também publicamente, e em 1846 ela publicou alguns cânticos no estilo Lied.

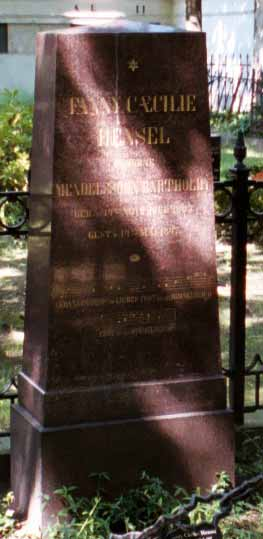
Sepulcro de Fanny Hensel em Berlim

Fanny Hensel morreu em Berlin em 1847 depois de um ataque de apoplexia.
O filho do casal Hensel, Sebastian, escreveu uma biografia da família Mendelssohn baseada praticamente nos diários e nas cartas de sua mãe, que também contribui com informações sobre seu tio Félix.

## Música
São conhecidas 466 composições de Fanny. Entre elas predominam cânticos no estilo Lied, o que era muito popular nesta época, e músicas para piano. A maior obra dela é o "Oratorium nach Bildern der Bibel" (Oratório segundo imagens da Bíblia), 1831, para coral, orquestra e solistas, uma belíssima obra romântica. 
Muitas dessas peças de Fanny não foram publicadas durante sua vida, mas as que foram, precisaram ser associadas ao seu irmão como autor.
Devido aos preconceitos da época, a obra nunca foi dada, estreando somente em 1987 pelos maestros Elke Mascha Blankenburg, Wolfhagen Sobirey e Axel Bergstedt, na Alemanha.
Um das obras de Félix preferidas pela Rainha Vitória foi composta pela Fanny.